# غراند سوم مارتيل
غراند سوم مارتيل (بالإنجليزية: Grand Som Martel)‏ هو أحد جبال سلسلة جورا وجزء من القمة الأم مونت راتشيني يقع في كانتون نيوشاتل, سويسرا. يبلغ ارتفاع الجبل حوالي 1337 متر، بينما يبلغ ارتفاع نتوء الجبل 212 متر.